# Hřib rudomasý
Hřib rudomasý (Boletus erythroteron, resp. Boletus erythrenteron Bezděk 1901) nově klasifikovaný jako hřib koloděj rudomasý (Boletus luridus var. erythroteron (Bezděk) Pilát & Dermek 1979) je vzácná hřibovitá houba, která patří mezi barevné hřiby sekce Luridi.

## Synonyma
- Boletus cruentus Venturi 1855[1] sensu Smotlacha non Venturi[2]
- Boletus erythrenteron Bezděk 1901[3]
- Boletus erythrentheron Bezděk 1901[3]
- Boletus erythrotheron Bezděk 1901[3]
- Boletus erythroteron Bezděk[4]
- Boletus luridus var. erythroteron (Bezděk) J. Zvára 1920[5]
- Boletus luridus var. erythroteron Bezděk ined.[6] (1920)
- Boletus luridus Schaeff. var. erythroteron Bezděk[7]
- Boletus luridus var. erythroteron (Bezděk) Pilát & Dermek 1974[2]
- Boletus luridus var. erythroteron (Bezděk) Pilát & Dermek[8] 1979
- Boletus luridus subsp. erythroteron (Bezděk) Hlaváček 1995[5]

- Hřib koloděj rudomasý
- Hřib modrák červenající[7]
- Hřib rudomasý[3]

- šumpelka[6]
- šunfelka[6]

V původním díle Houby jedlé a jim podobné jedovaté, kde Bezděk poprvé tento taxon zmínil, uvádí text odborný název Boletus erythrotheron (str. 176) a Boletus erythrentheron (str. 181). Název ze strany 176 je však v kapitole Opravy a doplňky na str. 276 opraven na Boletus erythrenteron. V díle dalších autorů se pak objevují všechny tři jmenované verze názvu.

## Taxonomie
Hřib rudomasý popsal roku 1901 český mykolog Jan Bezděk. Již tehdy poukazoval na rozpor mezi odbornou literaturou, která tento druh opomíjí a praktickými houbaři, kteří jej znají a sbírají. Pojetí tohoto taxonu není v dílech dalších autorů jednotné - zmiňují jej mj. Smotlacha i Velenovský s odkazem na Bezděka, ale jejich přístup se liší.
Bezděk (1901) tuto houbu podobou situoval mezi hřib koloděj a hřib satan, přičemž satan považoval za bližší. Hlavní rozdíl podle něj spočívá v dužnině klobouku, která je červená a na řezu (respektive lomu) fialoví a následně modrá.
Velenovský (1922) uvedl popis, který se v některých ohledech neshoduje s Bezděkovým (1901). Pojetí obou autorů se liší v barvě i průběhu oxidace dužniny a dále v samotném faktu, že Bezděk houbu připodobňoval spíše k satanu, zatímco Velenovský jej považoval za „plemeno“ koloděje. Mimo to uvádí, že Bezděk uvažoval nad spojitostí s druhem Boletus cruentus, který popsal Antonio Venturi v Itálii roku 1855. Tato informace ale v Bezděkově popisu zmíněna není. Oba mykologové však byli v kontaktu a nelze proto vyloučit možnost, že si některé poznatky předávali osobní cestou. Velenovský považoval hřib rudomasý za totožný s Boletus luridus v pojetí Bataillea.
Smotlacha (1911) tuto houbu uváděl pod Venturiho názvem Boletus cruentus; Bezděkův Boletus eryhtrotheron zmiňoval jako synonymum. Předkládá i detailnější popis, ale neuvádí, na základě čeho jej sestavil.
Bezděk ještě za svého života přehodnotil svůj názor na tuto houbu jako na samostatný druh a dále jej považoval za varietu koloděje, Boletus luridus var. erythroteron Bezděk ined.. Tento název však nestihl publikovat a toto překlasifikování proto zůstalo po řadu let mykologům neznámé. Během exkurze roku 1913 jej však v zápiscích zaznamenal a v roce 1920 publikoval František Kolařík. Nezávisle na této informaci přesunul taxon z druhu na varietu i mykolog Jaroslav Zvára v roce 1920. Roku 1974 jej jako varietu popsali Aurel Dermek a Albert Pilát.

## Vzhled

### sensu Bezděk
Houba podobná hřibu satanu a koloději. Od satanu, jehož dužnina je bělavá, jen místy začervenalá, se liší špinavě červenou dužinou klobouku. Při poškození dužnina fialoví, následně modrá.

### sensu Velenovský
Klobouk bledší než hřib koloděj, žlutavě olivový, někdy s růžovým nádechem nebo hnědý. Póry jsou oranžové. Třeň lehce nachový s hrubou až žebernatou síťkou. Dužnina je spíše bledá než žlutá, v třeni bělavá, ve spodní části červená. Na řezu nejprve červená, poté slabě modrá až zelená.

### sensu Smotlacha
Klobouk až 20 cm v průměru, nejdříve polokulovitý, později rozprostřený, hladký, světle hnědý (uvedeno s otazníkem), podobný satanu. Třeň silný, břichatý, směrem vzhůru se zužuje. Dužnina bělavá, v některých partiích (především na špici třeně) krvavá. Při porušení nejprve fialoví, pak modrá. Rourky připojené, póry malé, jednoduché, purpurové.

## Výskyt a rozšíření
Bezděk uvádí nález dvou plodnic v létě na Hejdě u Police nad Metují na vysoko položeném palouku obklopeném lesy a obrostlém lískovými keři. Dalších osm plodnic (od mladých až po staré) sbíral u Machova u lesa na travnaté stráni porostlé listnáči, především buky. Další našel u Křivic poblíž Týniště nad Orlicí pod jehličnany.
Roste na obdobných stanovištích jako hřib koloděj. Velenovský jej uváděl hlavně pod lipami, dále v písčitých polabských borech a teplých hájích v okolí Prahy.

## Záměna
- hřib koloděj (Suillellus luridus var. luridus) - dužnina žlutá (červená pouze v bázi třeně), po poškození intenzivně modrá
- hřib satan (Rubroboletus satanas) - dužnina bledá, po poškození mírně modrá
- hřib Melzerův (Boletus melzeri) - nemá síťku na třeni, dužina červená, ale nepřebarvuje se do modra
- hřib Quéletův (Suillellus queletii) - dužina červená pouze ve spodní části třeně, nemá síťku

## Jedovatost
Jako jeden ze znaků, kterým se hřib rudomasý odlišuje od satanu, udával Bezděk absenci jedovatých látek. Podle výpovědi p. učitele Františka Kašpara (přelom 19. a 20. století) jej obyvatelé Křivicka sbírají a nerozlišují od koloděje. František Kašpar rovněž zkusil nejprve kousek houby za syrova rozkousat a vyplivnout - když se neobjevily žádné potíže, experiment opakoval a po rozkousání spolkl. Opět bez jakýchkoli následků. Bezděk v experimentu pokračoval a snědl dvě usmažené plodnice - opět bez následků.